# Kristina Bourbonská

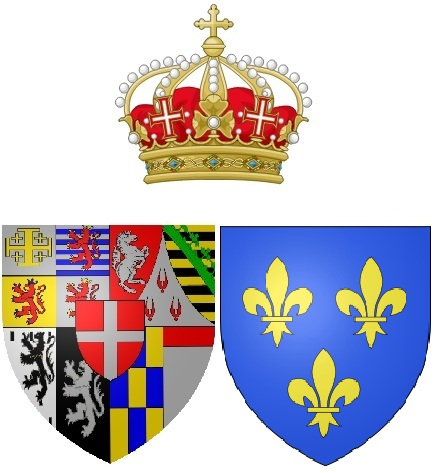
znak Kristiny Bourbonské

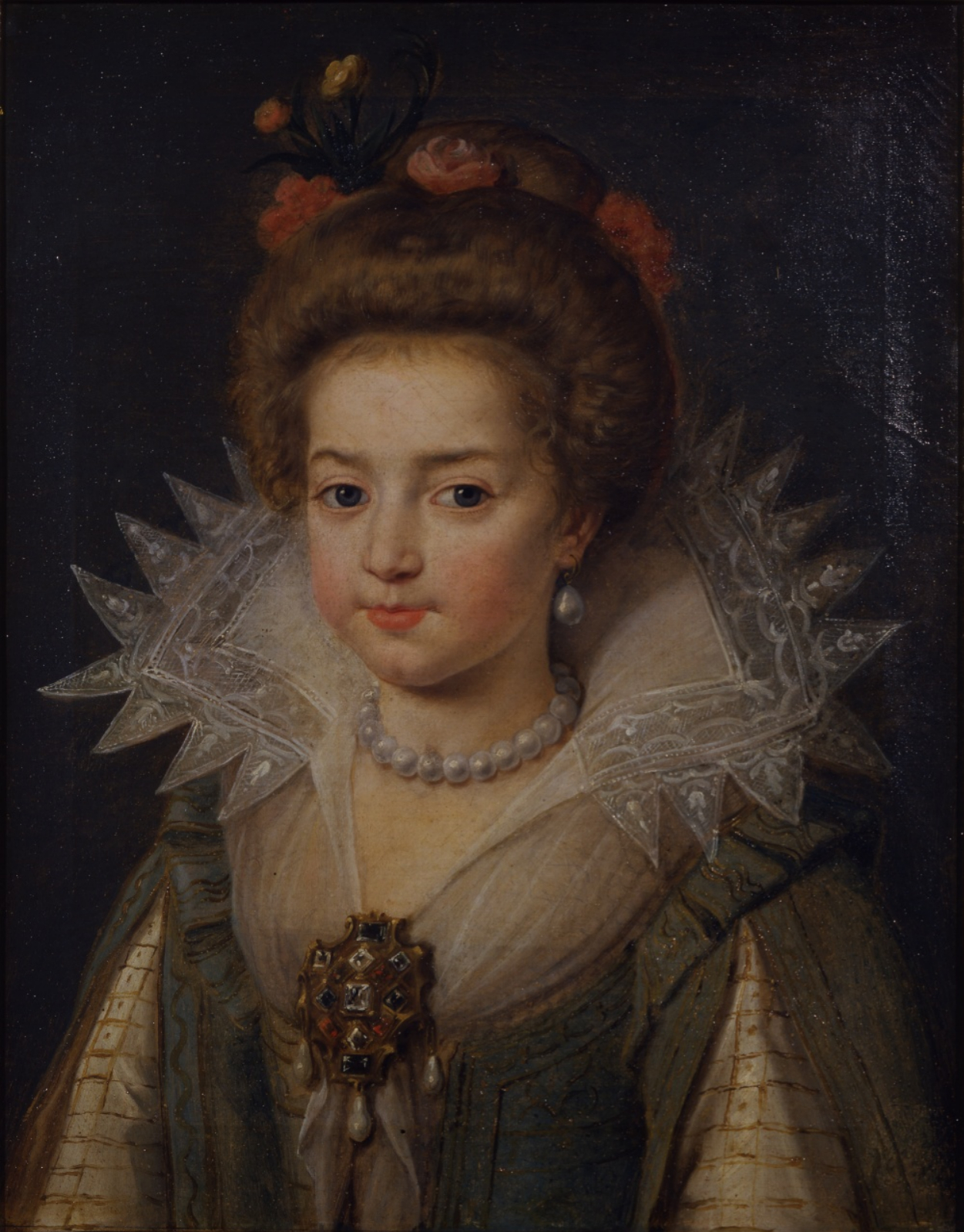
Kristina Bourbonská

Kristina Bourbonská (10. února 1606, Paříž – 27. prosince 1663, Turín) byla savojská vévodkyně a sestra Ludvíka XIII. Po smrti jejího manžela Viktora Amadea I. Savojského v roce 1637 převzala do roku 1648 regentství v Savojsku za své nezletilé syny.

## Princezna Francie
Narodila se v Palais du Louvre v Paříži. Byla třetím dítětem a druhou dcerou francouzského krále Jindřicha IV. a jeho druhé manželky Marie Medicejské. Jejími staršími sourozenci byli Ludvík XIII. a Izabela Bourbonská. Mladší sourozenci byli Mikuláš Jindřich, Gaston Orleánský a Henrietta Marie Bourbonská. Kristýna byla švagrová krále Filipa IV. Španělského přes sestru Izabelu a Karla I., krále Anglie přes sestru Henriettu.
Po svatbě starší sestry Izabely se španělským králem Filipem, dostala Kristýna titul nejstarší královy (neprovdané) dcery, Madame Royale. Potom co se i ona sama vdala, připadl tento titul mladší sestře Henriettě Marii.

## Princezna Piedmontu
Svatba s Viktorem Amadeem I. Savojským se konala 10. února 1619 v Louvru. Od roku 1619 do doby, než se její manžel stal vévodou, byla známa jako Princezna Piedmontu. Její manžel byl synem Karla Emanuela I., savojského vévody a Kateřiny Michaely Španělské. Kateřina Michaela byla dcera španělského krále Filipa II. a Alžběty z Valois. Alžbětinými rodiči byli král Francie Jindřich II. Francouzský a Kateřina Medicejská. Kristýna sebou do Savojska přinesla vzdělanost a kulturu francouzského dvora. Později žila v Palazzo Madama, který nechala přestavět. Na její popud byl také opraven hrad Castello del Valentino a zmodernizován Royal Palace v Turíně. Chtěla si také přivlastnit Vigna di Madama Reale, starou rezidenci svého švagra Mořice Savojského.
Se svou sestrou Henriettou Marií, manželkou Karla I. Stuarta, soupeřila v nádheře a okázalosti svého dvora. Podporovala svého manžela v nárocích na Kyperský a Jeruzalémský trůn a netajila se s tím, že by byla raději královnou než vévodkyní. Chtěla také savojské vévodství přeměnit v malou Francii.

## Vévodkyně a regentka Savojska
Viktor Amadeus se stal vévodou po smrti svého otce 26. července roku 1630. Když v roce 1637 zemřel, stala se Kristina regentkou za svého nezletilého syna Františka Hyacinta a po jeho smrti i za svého druhého syna, Karla Emanuela II. Spolu s jejím francouzským okolím vedla spory o moc s princem Mořicem a jeho mladším bratrem Tomášem Františkem Savojským. Po smrti Františka Hyacinta začali oba bratři s podporou Španělska Piedmontskou občanskou válku, kdy se proti sobě postavily dvě skupiny – principisté, kteří podporovali prince a madamisté, kteří podporovali Kristýnu. Kristýna byla pověstná svou rozmařilostí a množstvím milenců, její otec Jindřich IV. byl také vyhlášený sukničkář s množstvím milenek.
Po čtyřech letech bojů, díky vojenské podpoře Francie, Kristýna zvítězila. Když byl v roce 1642 podepsán mír, oženil se Mořic se svou čtrnáctiletou neteří Luisou Kristýnou, aby se mohl oženit, musel se vzdát hodnosti kardinála a zproštění požádat papeže Pavla V. Po svatbě se Mořic stal zároveň guvernérem Nice. Kristýna zůstala regentkou až do plnoletosti syna Karla Emanuela v roce 1648. Poté žila ničím nerušený soukromý život a udržovala vztahy s francouzským vyslancem Marinim, se svým švagrem Mauriziem a s hrabětem Filipem d'Aglié, pohledným, učeným a odvážným mužem, který jí zůstal věrný po celý svůj život. Podporovala svého syna Karla Emanuela II. ke svatbě s jeho sestřenkou Františkou Magdalénou Orleánskou. Ta byla nejmladší přeživší dcerou Kristýnina bratra Gastona. Vzali se 3. dubna roku 1663.
Kristýna zemřela v Palazzo Madama v Turíně 27. prosince 1663 ve věku 57 let. Byla pochována v bazilice Sant'Andrea ve Vercelli. Přežila čtyři ze svých sedmi dětí.
Její snacha Františka Magdaléna zemřela v lednu roku 1664 a Kristýnin syn se oženil se svou další příbuznou, Marií Johannou Savojskou. Marie porodila Viktora Amadea II., který si vzal za ženu další francouzskou princeznu, Annu Marii Orleánskou. Sedmnáct let po Kristýnině smrti se její vnučka Viktorie Bavorská, třetí dcera Jindřišky Adély Savojské, vdala za vnuka Kristýnina staršího bratra, Ludvíka Francouzského. Kristýna se tak stala přímým předchůdcem španělské větve Bourbonů přes Viktoriina druhého syna Filipa V.
Jedním z Kristýniných potomků je také modelka a herečka Brooke Shieldsová.

## Potomci
1. mrtvě narozený syn (*/† 1621)
2. Ludvík Amadeus (1622–1628)
3. Luisa Kristýna (27. července 1629 – 14. května 1692);
⚭ 1642 Mořic Savojský
4. František Hyacint, vévoda savojský (14. září 1632 – 4. října 1638)
5. Karel Emanuel II., vévoda savojský (20. června 1634 – 12. června 1675);
⚭ 1663 Františka Magdaléna Orleánská
⚭ 1665 Marie Johanna Savojská
6. Markéta Jolanda (15. listopadu 1635 – 29. dubna 1663);
⚭ 1660 Ranuccio II. Farnese; parmský vévoda
7. Jindřiška Adéla (6. listopadu 1636 – 18. března 1676);
⚭ 1652 Ferdinand Maria Bavorský; bavorský kurfiřt
8. Kateřina Beatrix (6. listopadu 1636 – 26. srpna 1637)

## Vývod z předků
|                     |                          |  |                           |                         |  |  |  |  |  |  |  | František Bourbonský |
|                     |                          |  |                           |                         |  |  |  |  |  |  |  |                      |
|                     | Karel Bourbonský         |  |                           |                         |  |  |  |  |  |  |  |                      |
|                     |                          |  |                           |                         |  |  |  |  |  |  |  |                      |
|                     |                          |  |                           | Marie Lucemburská       |  |  |  |  |  |  |  |                      |
|                     |                          |  |                           |                         |  |  |  |  |  |  |  |                      |
|                     | Antonín Navarrský        |  |                           |                         |  |  |  |  |  |  |  |                      |
|                     |                          |  |                           |                         |  |  |  |  |  |  |  |                      |
|                     |                          |  |                           | René z Alençonu         |  |  |  |  |  |  |  |                      |
|                     |                          |  |                           |                         |  |  |  |  |  |  |  |                      |
|                     | Františka z Alençonu     |  |                           |                         |  |  |  |  |  |  |  |                      |
|                     |                          |  |                           |                         |  |  |  |  |  |  |  |                      |
|                     |                          |  |                           | Markéta Lotrinská       |  |  |  |  |  |  |  |                      |
|                     |                          |  |                           |                         |  |  |  |  |  |  |  |                      |
|                     | Jindřich IV. Francouzský |  |                           |                         |  |  |  |  |  |  |  |                      |
|                     |                          |  |                           |                         |  |  |  |  |  |  |  |                      |
|                     |                          |  |                           | Jan III. Navarrský      |  |  |  |  |  |  |  |                      |
|                     |                          |  |                           |                         |  |  |  |  |  |  |  |                      |
|                     | Jindřich II. Navarrský   |  |                           |                         |  |  |  |  |  |  |  |                      |
|                     |                          |  |                           |                         |  |  |  |  |  |  |  |                      |
|                     |                          |  |                           | Kateřina Navarrská      |  |  |  |  |  |  |  |                      |
|                     |                          |  |                           |                         |  |  |  |  |  |  |  |                      |
|                     | Jana III. Navarrská      |  |                           |                         |  |  |  |  |  |  |  |                      |
|                     |                          |  |                           |                         |  |  |  |  |  |  |  |                      |
|                     |                          |  |                           | Karel z Angouleme       |  |  |  |  |  |  |  |                      |
|                     |                          |  |                           |                         |  |  |  |  |  |  |  |                      |
|                     | Markéta Navarrská        |  |                           |                         |  |  |  |  |  |  |  |                      |
|                     |                          |  |                           |                         |  |  |  |  |  |  |  |                      |
|                     |                          |  |                           | Luisa Savojská          |  |  |  |  |  |  |  |                      |
|                     |                          |  |                           |                         |  |  |  |  |  |  |  |                      |
| Kristina Bourbonská |                          |  |                           |                         |  |  |  |  |  |  |  |                      |
|                     |                          |  |                           |                         |  |  |  |  |  |  |  |                      |
|                     |                          |  | Giovanni dalle Bande Nere |                         |  |  |  |  |  |  |  |                      |
|                     |                          |  |                           |                         |  |  |  |  |  |  |  |                      |
|                     | Cosimo I. Medicejský     |  |                           |                         |  |  |  |  |  |  |  |                      |
|                     |                          |  |                           |                         |  |  |  |  |  |  |  |                      |
|                     |                          |  |                           | Maria Salviati          |  |  |  |  |  |  |  |                      |
|                     |                          |  |                           |                         |  |  |  |  |  |  |  |                      |
|                     | František I. Medicejský  |  |                           |                         |  |  |  |  |  |  |  |                      |
|                     |                          |  |                           |                         |  |  |  |  |  |  |  |                      |
|                     |                          |  |                           | Pedro Álvarez de Toledo |  |  |  |  |  |  |  |                      |
|                     |                          |  |                           |                         |  |  |  |  |  |  |  |                      |
|                     | Eleonora z Toleda        |  |                           |                         |  |  |  |  |  |  |  |                      |
|                     |                          |  |                           |                         |  |  |  |  |  |  |  |                      |
|                     |                          |  |                           | Maria Osorio            |  |  |  |  |  |  |  |                      |
|                     |                          |  |                           |                         |  |  |  |  |  |  |  |                      |
|                     | Marie Medicejská         |  |                           |                         |  |  |  |  |  |  |  |                      |
|                     |                          |  |                           |                         |  |  |  |  |  |  |  |                      |
|                     |                          |  |                           | Filip I. Kastilský      |  |  |  |  |  |  |  |                      |
|                     |                          |  |                           |                         |  |  |  |  |  |  |  |                      |
|                     | Ferdinand I. Habsburský  |  |                           |                         |  |  |  |  |  |  |  |                      |
|                     |                          |  |                           |                         |  |  |  |  |  |  |  |                      |
|                     |                          |  |                           | Jana I. Kastilská       |  |  |  |  |  |  |  |                      |
|                     |                          |  |                           |                         |  |  |  |  |  |  |  |                      |
|                     | Johana Habsburská        |  |                           |                         |  |  |  |  |  |  |  |                      |
|                     |                          |  |                           |                         |  |  |  |  |  |  |  |                      |
|                     |                          |  |                           | Vladislav Jagellonský   |  |  |  |  |  |  |  |                      |
|                     |                          |  |                           |                         |  |  |  |  |  |  |  |                      |
|                     | Anna Jagellonská         |  |                           |                         |  |  |  |  |  |  |  |                      |
|                     |                          |  |                           |                         |  |  |  |  |  |  |  |                      |
|                     |                          |  |                           | Anna z Foix a Candale   |  |  |  |  |  |  |  |                      |
|                     |                          |  |                           |                         |  |  |  |  |  |  |  |                      |